# Ligue de défense de la race nègre

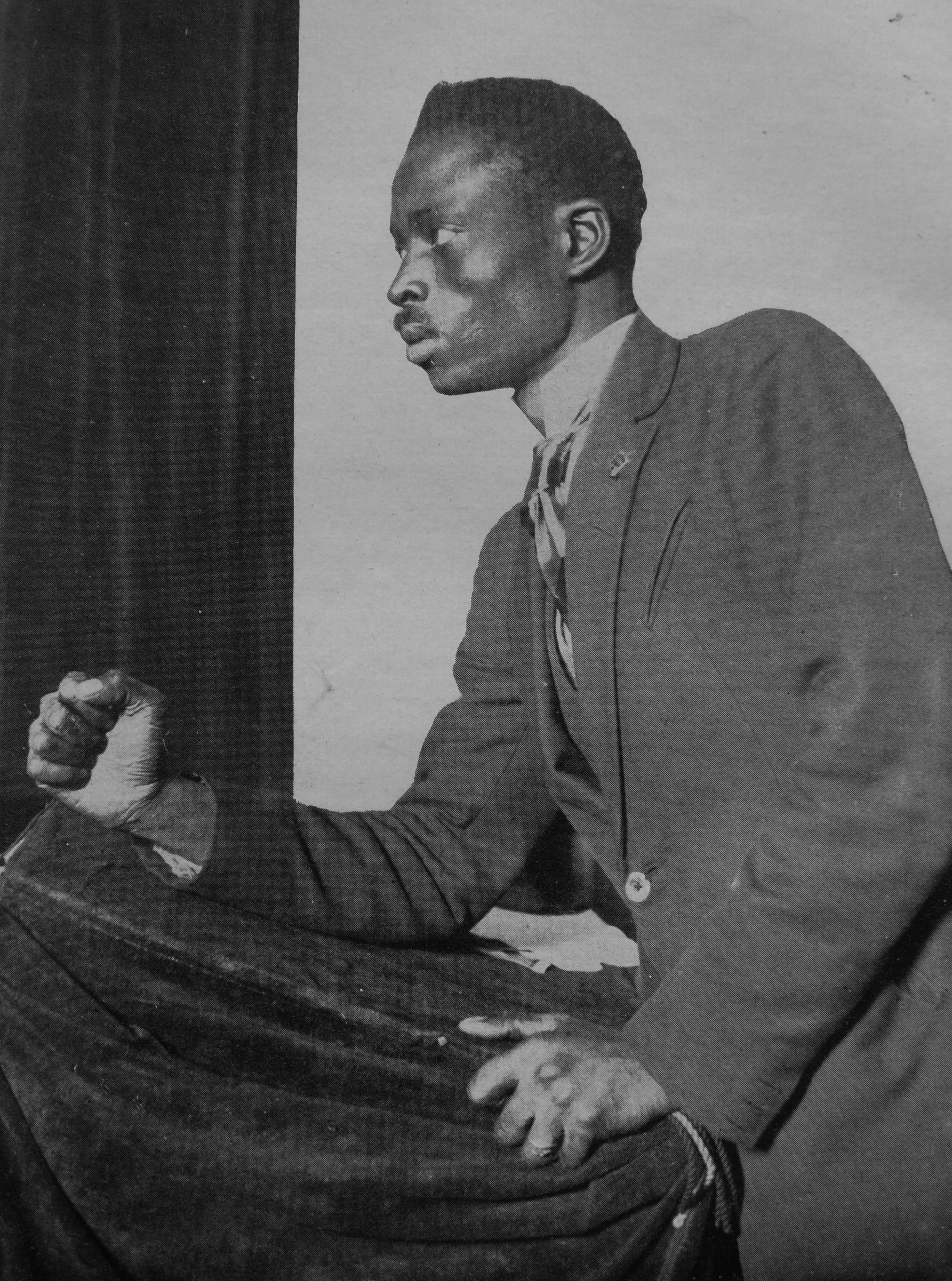
Lamine Senghor, Gründer und erster Generalsekretär der LDRN, 1927

Die Ligue de défense de la race nègre war eine frühe französische Bürgerrechtsorganisation schwarzer Menschen. Sie wurde 1927 aus der Vorgängerorganisation Comité de Défense de la Race Nègre heraus gegründet, deren Wurzeln wiederum bis 1924 zurückreichen. Ihr Sitz war in Paris.
Die Ligue vertrat dezidiert antikolonialistische und antirassistische Positionen und bot dabei sowohl panafrikanistischen wie afro-nationalistischen Vorstellungen Raum. Die engen Verknüpfungen mit kommunistischen Ideen und Organisationen waren in der Gruppe immer wieder umstritten und führten 1931 zur Spaltung, nach der die kommunistischen Mitglieder die Union des travailleurs nègres gründeten. Danach vertrat die Ligue ein antikolonialistisches und panafrikanistisches, aber antikommunistisches Weltbild. 1937 wurde sie von den französischen Behörden verboten.
Unter dem Namen Liga zur Verteidigung der Negerrasse gab es in Berlin von 1929 bis 1935 auch eine deutsche Sektion der Ligue. Gegründet von Aktivisten kamerunischer Herkunft, war sie antikolonialistisch und panafrikanistisch ausgerichtet, international mit anderen aktivistischen Organisationen schwarzer Menschen vernetzt und kooperierte eng mit kommunistischen Vorfeldorganisationen. Sie unterstützte unter anderem verbotene politische Aktivitäten in Kamerun, dem Herkunftsland zahlreicher Mitglieder.

## Die französische Gruppe

### Gründung – dasComité de défense de la race nègre 1926
Im März 1926 wurde das Comité de Défense de la Race Nègre (CDRN) in Paris von Lamine Senghor und Joseph Gothon-Lunion gegründet. Viele Mitglieder waren bereits zuvor Mitglied der ersten Sammelorganisation schwarzer Menschen in Frankreich gewesen, der Ligue universelle de défense de la race noire. Die Gründung einer eigenständigen Organisation wurde vor allem als notwendig erachtet, da die Mitarbeit in der einzigen antikolonialistischen Organisation der Zeit, der Union Intercoloniale der Kommunistischen Partei Frankreichs, sich als unzulänglich erwies. Das Comité begann mit der Herausgabe einer Zeitschrift La Voix des Negres und durch den Einsatz Senghors, der durch französische Hafenstädte reiste und vor Arbeitern Reden hielt, gründeten sich dort wie sogar in Westafrika Ableger des Comité de Défense. 1926 hatte das Comité rund 1000 Mitglieder, in Marseille 250, in Bordeaux 150, in Le Havre 300 und in Paris 200. Die Zahlen zur Präsenz schwarzer Menschen aus den Kolonien im damaligen Frankreich schwanken je nach Definition stark, Quellen geben für 1926 2.680 in ganz Frankreich bzw. 10 bis 15.000 allein in Paris an (letztere schloss jedoch vermutlich einen großen Anteil von Personen aus Nordafrika ein), Murphy spricht von weniger als 20.000 schwarzen Menschen in Frankreich.

### Flügelstreit und Spaltung 1927
Das Comité bot einem breiten Spektrum von Positionen Raum, neben den Antikolonialisten, die für die Unabhängigkeit der Kolonien stand, auch den Assimilationisten, die das Bürgerrecht der Kolonialisierten und ihre Gleichbehandlung als Franzosen forderten. Daneben ging es auch um die Frage, ob der Begriff nègre oder der Begriff noir als Selbstbezeichner dienen sollte – die Beibehaltung des Begriffs nègre war Senghor wichtig, er wollte es als Geusenwort nutzen und „dieses Wort aus dem Schlamm ziehen, durch den sie es ziehen, um es zu einem Symbol zu machen“. Der Begriff nègre symbolisiere demnach afrikanische Herkunft und politische Radikalität, wohingegen Noir mit nur kolonialreformerischen politischen Vorstellungen assoziiert würde.
Rasch entwickelten sich in der Führung des Comité daraus inhaltliche Dispute, in deren Zentrum die Frage nach der politischen Radikalität der Gruppe stand. Der assimilationistische Teil des Komitees zeigte sich besorgt über die dezidiert antikolonialen sowie stärker an der Arbeiterklasse und daraus folgend kommunistisch ausgerichteten Vorstellungen der Fraktion um Senghor und deren Bereitschaft, die französische Regierung offen zu kritisieren, was als antifranzösisch ausgelegt werden könnte. Diese Dispute führten 1927 zur Übernahme der CDRN durch die moderate Fraktion unter afro-karibischer Führung, sie benannte es um in Comité de défense de la race noire.

### Internationaler Erfolg und Neugründung alsLigue de Défense de la Race Nègre
Inmitten des internen Konflikts reiste Senghor im Februar 1927 zum Kongress der Liga gegen Imperialismus und für die nationale Unabhängigkeit in Brüssel, der von Willi Münzenberg organisiert worden war und ein breites Spektrum antikonialistischer Kräfte versammelte. Senghor hielt bei der Eröffnung eine Rede, die nicht nur vor Ort Begeisterung auslöste, sondern auch darüber hinaus große Beachtung fand, so wurde sie ins Englische übersetzt und in US-amerikanischen Zeitschriften abgedruckt. Roger Nash Baldwin, Mitgründer der ACLU, nannte Senghor daraufhin „einen der bedeutendsten der hommes sans patrie“ und Senghor wurde noch auf dem Kongress zum Leiter der Arbeitsgruppe ernannt, die eine Resolution zur Negerfrage entwarf, deren Text deutlich von ihm geprägt ist.
Als Resultat der Übernahme der CDRN gründeten nach seiner Rückkehr Senghor, Tiemoko Garan Kouyaté und der Postangestellte Camille Sainte-Rose aus Martinique im Mai 1927 die Ligue de Défense de la Race Nègre, anfangs noch geführt von Senghor. Ab Juni erschien als Organ der Gruppe die Monatszeitschrift La Race Nègre mit einer Auflage zwischen 2.000 bis 3.000 Exemplaren.
Nunmehr ohne Einschränkungen durch die kolonialreformerischen und assimilationistischen Mitglieder formulierte die Liga antikolonialistische Positionen wie die Forderung nach Unabhängigkeit der Kolonien aus und verknüpfte sie mit kommunistischen Ideen. Sie besaß in allen bedeutenden Hafenstädten Frankreichs aktive Gruppen mit insgesamt rund 1000 Mitgliedern. Von den Behörden wurde die LDRN wie ihre Vorgänger- und Nachfolgeorganisation überwacht, von den rund 50 ausspionierten Mitgliedern in Paris waren rund die Hälfte als Dienstleister oder Arbeiter tätig, sieben Studenten und fünf Rechtsanwälte, der Rest waren mehrheitlich kleine Angestellte.

### Führungswechsel – Die Ligue als kommunistische Vorfeldorganisation 1927–1930
Während man sich im antikolonialen Grundprinzip einig war, waren die genauen Forderungen in der Gruppe recht variabel. Während einige Mitglieder nationalistische Gedanken staatlicher Unabhängigkeit artikulierten, vertraten andere panafrikanistische Ideen. Wenngleich eine wie auch immer geartete Unabhängigkeit der Kolonien unbestritten gemeinsames Ziel war, kämpfte die Gruppe auch für Verbesserungen des alltäglichen status quo afrikanischstämmiger Franzosen.
Noch 1927 starb Senghor an einer Lungenentzündung, Spätfolge einer Kriegsverletzung durch Gas in Verdun. Sein Nachfolger wurde Tiemoko Garan Kouyaté, der in den folgenden Jahren ein internationales Netzwerk aufbaute, darunter zu einer kongolesischen Gruppe in Brüssel, einer kurzlebigen Gruppe um Jomo Kenyatta in London, zu amerikanischen Aktivisten wie W. E. B. Du Bois und in den französischen Kolonien wie Senegal und Kamerun, kurzfristig gab es auch einen direkten Ableger der Liga in Kribi. Nach Kamerun schmuggelte Kouyaté auch Propagandamaterial ein. Die Aktivitäten der LDRN in Frankreich und den französischen Kolonien in Westafrika beunruhigten die französischen Behörden sehr, die die LDRN bereits überwachten und als antifranzösische kommunistische Frontorganisation betrachteten. Anfangs näherte sich Kouyaté den Assimilationisten an und versuchte, die beiden Lager wieder zu vereinen. Aus Geldmangel wandte er sich davon aber ab und näherte die Liga wieder der Kommunistischen Partei Frankreichs an. Um 1929 wurde die Ligue wesentlich von der PCF finanziert und war eng mit den Strukturen der Kommunistischen Internationale verbunden.

### Bruch mit dem Kommunismus – 1931 bis 1937

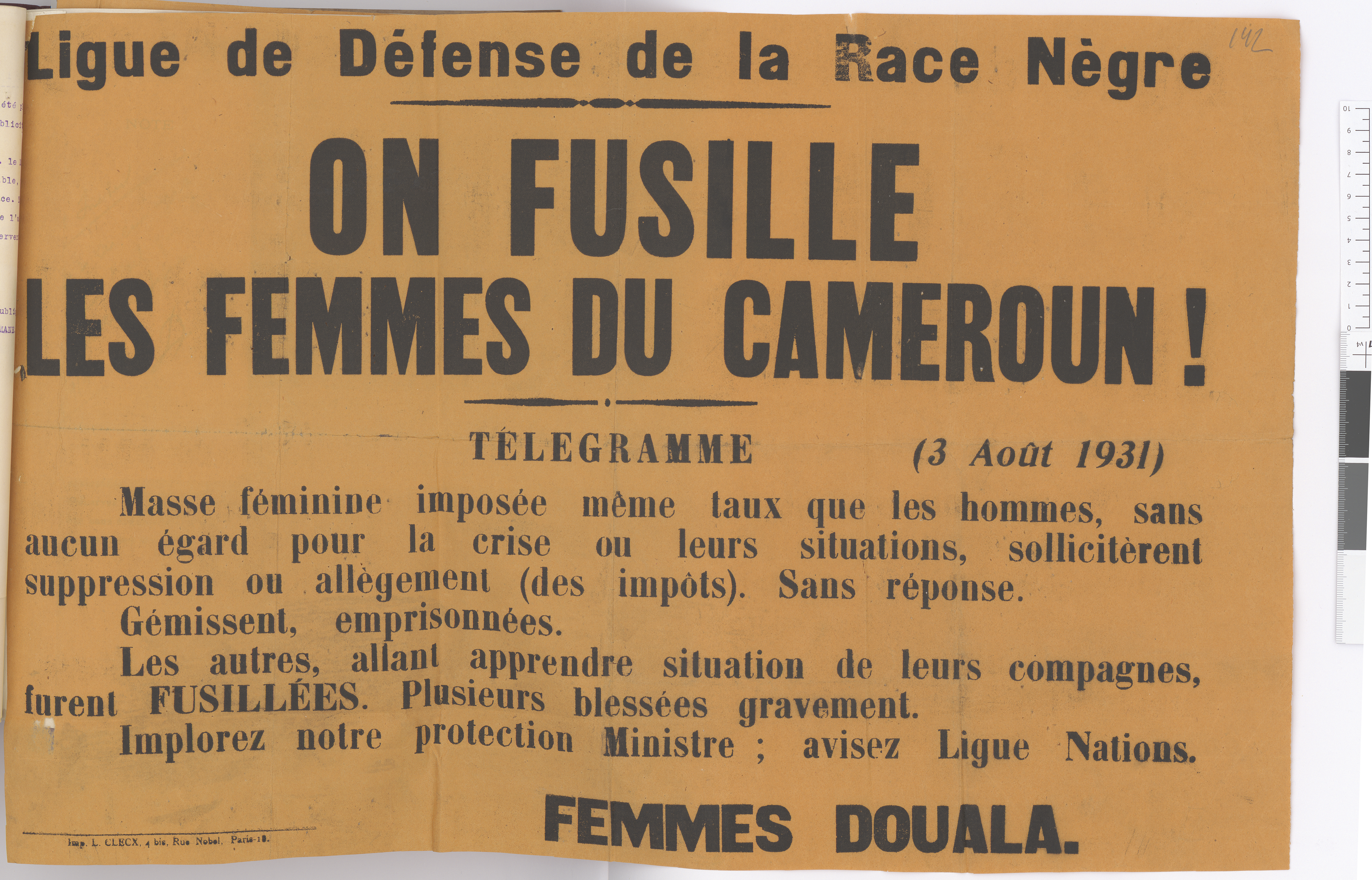
Plakat der LDRN vom August 1931, das über Schüsse auf Demonstrantinnen in Douala, Kamerun, berichtet.

Die vor allem von der Führung um Kouyaté kultivierte enge Verbindung zu kommunistischen Organisationen stieß in Teilen der Gruppe immer wieder auf Bedenken, weil dadurch zwar antiimperialistisch gesinnte, aber nicht kommunistische mögliche Mitglieder der Gruppe fernbleiben würden. Ludovic Lacombe, ein haitianisches Mitglied der Gruppe, formulierte es mit den Worten, er sei ein „nationalistischer, aber antikommunistischer Neger, der keinen Herrn wolle, sei er weiß oder rot“.
1931 begann ein Disput um die Führung der Gruppe zwischen dem kommunistischen Flügel um Kouyaté und einem „nur“ antiimperialistischen Flügel um Émile Faure. Dies führte dazu, dass vorübergehend zwei verschiedene Gruppen als LDRN auftraten. Nachdem Faure bei der Polizei Anzeige gegen Kouyaté erstattet hatte, folgten zahlreiche Durchsuchungen, Verhaftungen und Schikanen bei Mitgliedern durch die Polizeikräfte. Im April 1931 dann erschienen zeitgleich zwei verschiedene Ausgaben von La Race Nègre, eine von Émile Faure, André Béton und Ludovic Lacombe, die andere von Kouyaté. Die Frage des Eigentums an der Bezeichnung Ligue de Défense de la Race Nègre und der Zeitschrift La Race Nègre wurde vor Gericht zwischen Faure und Kouyaté ausgefochten, und 1932 entschied das Gericht, dass sie Faure gehörten. Im August 1931 hatte Kouyaté den Titel seiner Zeitschrift jedoch bereits in Le Cri des Nègres geändert. 1932 wurde dann die Union des travailleurs nègres (UTN) als Nachfolgeorganisation der Ligue gegründet, die aber Kouyaté bald ausschloss. Im Jahr 1939 löste sich die UTN auf.
Nach der Spaltung blieb die nun geschwächte LDRN bis 1934 inaktiv, als sie anlässlich des Todes von Blaise Diagne wiederauflebte. Unter der Leitung von Émile Faure als Präsident vertrat sie nun eine entschieden panafrikanische und antikolonialistische Position und griff sowohl Assimilationisten als auch kommunistische Antikolonialisten und die Vertreter der Négritude an. Die La Race Nègre wurde bis zu ihrer Einstellung im Jahr 1936 sporadisch weiter veröffentlicht. Die LDRN wurde schließlich 1937 von den französischen Behörden verboten, Faure wurde verhaftet und bis zum Ende des Zweiten Weltkriegs in die Sahara verbannt.

## Die deutsche Sektion – Liga zur Verteidigung der Negerrasse

### Gründung
In Berlin gründeten am 17. September 1929 Joseph Bilé, Louis Brody, Richard Dinn, Thomas Ngambi ul Kuo, Victor Bell, Thomas Manga Akwa und Manfred Kotto Priso, alle aus Douala in Kamerun, die Liga zur Verteidigung der Negerrasse (LzVN). Mit diesem Schritt wandten sie sich gegen die sich für sie extrem verschärfenden ökonomischen Schwierigkeiten und rassistischen Vorurteile gegenüber schwarzen Menschen in Deutschland; sie wollten eine politische Organisation sowie ein Netzwerk zur gegenseitigen moralischen und finanziellen Unterstützung aufbauen. Zu dieser Zeit lebten rund 1.000 schwarze Menschen im Deutschen Reich, meist aus den ehemaligen Kolonien in Kamerun, Togo oder Ostafrika, vereinzelt auch aus Deutsch-Südwestafrika.
Die Gründung der deutschen Sektion der LDRN wurde von Willi Münzenberg, Gründer der Liga gegen Imperialismus unterstützt, der bereits seit 1926 wichtige Personen der afrikanischen Gemeinde in Berlin aus antikolonialistischen Motiven zusammenbrachte. Er stellte auch den Kontakt zu Tiemoko Garan Kouyaté her, der bei der Gründungsversammlung anwesend war. Bereits einige Monate zuvor hatte Kouyaté über Münzenberg Exemplare des La Race Nègre in Berlin verteilen lassen.
Im Laufe des Jahres fanden sich etwa 30 schwarze Männer und Frauen zusammen, die sich zum Teil bereits im Mitte der 1920er Jahre aufgelösten Afrikanischen Hilfsverein kennengelernt hatten. Laut einem (möglicherweise übertriebenen) französischen Bericht hatte die LzVN 1930 deutschlandweit 200 Mitglieder sowie Regionalgruppen in Hamburg und Frankfurt. Mitglied des Vereins konnten alle schwarzen Deutschen und ihre Angehörigen werden. Präsident war Victor Bell, weitere Vorstandsmitglieder waren Thomas Ngambi ul Kuoi, Louis Brody, Richard Ekamby Menzel sowie als Generalsekretär und zentrale Figur der Panafrikanist und Kommunist Joseph Bilé, der mit Hilfe seiner Mentoren George Padmore und Kouyaté zunehmend international politisch tätig wurde. Wegen ihrer kommunistischen Verbindungen wurde die Gruppe zeitweise durch staatliche Behörden überwacht.

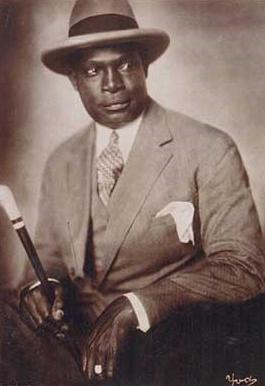
Louis Brody, Gründer und Vorstandsmitglied der LzVN

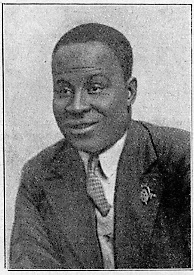
Joseph Bilé, Gründer und Vorstandsmitglied der LzVN 1932

In ihrer Satzung erklärte sie zum Vereinszweck, international die „Befreiung der Neger“ zu erreichen und national für einen großen, unabhängigen afrikanischen Staat zu kämpfen. Sie befürwortete die Unabhängigkeit afrikanischer Staaten, insbesondere die Verteidigung der Unabhängigkeit von Liberia und Äthiopien, ermutigte schwarze Deutsche dazu, deutschen Gewerkschaften beizutreten, und hielt ihre Mitglieder zu gegenseitiger moralischer und materieller Unterstützung an, ein Erbe aus dem Afrikanischen Hilfsverein. Die LzVN war anfangs organisatorisch eng mit der Liga gegen Imperialismus verbunden, wurde teils von ihr finanziert und hatte in den Räumen in der Friedrichstraße 24 auch ihren Sitz. Sie kooperierte neben ihrer französischen Schwesterorganisation mit der Kommunistischen Internationale und einem größeren Netzwerk schwarzer internationalistischer Organisationen und Aktivisten in Europa und Afrika.

### Aktivitäten
Die Gruppe schmuggelte regelmäßig politische Schriften wie die Satzung der LzVN oder Exemplare der Roten Fahne u. a. nach Kamerun und hielt Kontakt zu dortigen Aktivisten, höchstwahrscheinlich war sie auch in antikoloniale Proteste in Douala involviert.
Im Januar 1930 führte die Gruppe in einem Restaurant in Neukölln das von Louis Brody verfasste Theaterstück Sonnenaufgang im Morgenland auf, die erste Hälfte in Duala, die zweite in Französisch, Englisch und Deutsch. Das Stück präsentierte vermutlich erstmals in Deutschland afrikanische Geschichte und Kultur von Afrikanern ohne Rückgriff auf zeitgenössische Stereotypen. Angekündigt als Mischung aus Drama und Revue, schilderte es „die Entwicklung der Negerrasse“, gespielt von 30 schwarzen Männern, 8 schwarzen Frauen, 3 weißen Männern sowie einer Kapelle und einem 14-köpfigen Orchester. Die Aufführung fand (bis auf den verächtlich schreibenden Völkischen Beobachter der NSDAP) in deutschen Medien kaum Beachtung, hingegen berichteten afroamerikanische Medien in den USA wie die Crisis der NAACP, der Baltimore Afro-American, der Chicago Defender oder die New York Amsterdam News ausführlich darüber. Pläne zur Gründung eines eigenen Theaters konnten allerdings nicht realisiert werden, da die von Kouyatés Ligue erhoffte finanzielle Unterstützung dafür ausblieb, diese wollte ihre Mittel nur für direkte politische Arbeit verwendet sehen.
Ebenfalls 1930 nahm Bilé als Delegierter der LzVN an der Ersten Internationalen Konferenz der Neger-Arbeiter in Hamburg teil, was seinen Status innerhalb der antikolonialen Bewegung ebenso aufwertete wie die folgenden Gespräche über ihn in der Liga gegen Imperialismus und der Komintern, die ihn für eine Schulung in Moskau und einen Einsatz als Agitator in Afrika vorsahen.
Im weiteren Verlauf der Debatte um Bilé kam es auch zu Vorwürfen der LzVN gegenüber der Liga gegen Imperialismus, dass sie die Gruppe finanziell nicht ausreichend unterstützte. Die zuständigen Betreuer, Virendranath Chattopadhyaya und Bohumír Šmeral, hatten laut Bilé mehrere Finanzierungszusagen nicht eingehalten, Chattopadhyaya hatte laut Kouyaté sich sogar gegen jede weitere Finanzierung der Gruppe gesperrt, da er es als keinen Verlust ansah, wenn sie sich auflöse. Ausschlaggebend für dieses Urteil war vor allem, dass es der LzVN anders als ihrer Schwester nicht ausreichend gelang, propagandistisch aktiv zu sein und Mitglieder zu werben, sie zugleich aber überhöhte finanzielle Ansprüche stelle. Als Ergebnis wandte sich die LzVN von der LgI ab und wandte sich stattdessen mit der Bitte um Unterstützung an die KPD, finanziert wurde sie in den kommenden Jahren durch die französische Schwesterorganisation. Zwar konnte dadurch der Konflikt mit der LgI befriedet werden, die im Zuge der Weltwirtschaftskrise zunehmende persönliche Not der Mitglieder führte aber zu Neid vor allem gegenüber Bilé und internen Streitereien und Intrigen.
1931 und 1932 beteiligte sich die LzVN an einer internationalen Kampagne der LgI um die Scottsboro Boys, neun Jugendliche, die in einem Prozess von einer rein weißen Jury unschuldig zum Tode verurteilt wurden. Neben Bilé reiste auch Wilhelm Munumé als Redner in der Sache durch Deutschland. Munumé, der vor dem Ersten Weltkrieg nach Deutschland gekommen war und in den 1920ern prekär u. a. als Filmstatist lebte, war wegen Geldfälschung und Betrugs 1926 verurteilt worden und hoffte, durch seine Aktivität auf Schutz durch eine mögliche Mitgliedschaft in der KPD. Bilé war besorgt, da er Munumé als opportunistisch und kriminell einschätzte und riet daher davon ab. Munumé wandte sich im Gegenzug in einem Brief an die KPD, der auch von sechs weiteren Mitgliedern der LzVN unterzeichnet war, gegen Bilé, in dem er ihm vorwarf, ein Feind der Arbeiterklasse und Sohn eines Sklavenhändlers zu sein. George Padmore untersuchte die Vorwürfe und entlastete Bilé letztendlich.

### Auflösung und Zerschlagung
Im Zuge dessen begann die LzVN sozial zu erodieren. Thomas Manga Akwa, einer ihrer Gründer und Mitunterzeichner von Munumés Brief, stellte sich nun gegen die enge Verbindung zu kommunistischen Organisationen. Statt sich der Bemühungen der Liga anzuschließen, feierten Vereinigungen schwarzer Arbeiter in Bremen und Hamburg das koloniale Erbe Deutschlands. Bilé als aktivste Person der Liga betrieb ab jetzt vor allem seine weitere Karriere als kommunistischer Kader, um später nach Kamerun zurückkehren zu können. George Padmore, der die Gruppe lange unterstützt hatte, empfahl in seinem Bericht zu den Vorwürfen Munumés gegen Bilé, die Liga aufzulösen, nur noch Bilé zu fördern und resümierte ihren Zustand frustriert:

„Because of the social character of its members, many of whom are only living by racketeering, such as [Munumé], the League has ceased to really exist as an auxiliary organisation of our movement ... Like most emigrant organisations it has degenerated into warrying [sic] fractions ... Much of the attitude to Bilé is personal ... [H]e was a delegate to Moscow and they have the distorted idea that the Soviet government is so passionately out to help the Negroes that they gave Bilé a pocket full of money and that Bilé is using it for himself. It is the same sort of situation that we fight in every emigrant group.“

„Aufgrund des sozialen Charakters ihrer Mitglieder, von denen viele, wie [Munumé], nur von Gaunereien leben, hat die Liga aufgehört, wirklich als Hilfsorganisation unserer Bewegung zu existieren ... Wie die meisten Emigrantenorganisationen ist sie zu kriegsführenden [sic] Fraktionen degeneriert ... Vieles an der Einstellung zu Bilé ist persönlich ... [E]r war ein Delegierter in Moskau, und sie haben die verzerrte Vorstellung, dass die sowjetische Regierung so leidenschaftlich darauf aus ist, den Negern zu helfen, dass sie Bilé eine Tasche voller Geld gegeben hat und dass Bilé es für sich selbst verwendet. Das ist die gleiche Art von Situation, mit der wir in jeder Emigrantengruppe kämpfen.“

Mit der Machtergreifung der Nationalsozialisten wurde die Gruppe schutzlos. Die KPD und die Liga gegen Imperialismus waren aufgelöst worden, Padmore und Münzenberg mussten das Land verlassen, in Frankreich hatte Kouyaté nach dem Machtkampf mit Fauré die französische Ligue verlassen. Anfang 1933 wurde der Vorsitzende der Liga, Victor Bell, zu einem Gespräch über die Zukunft der LzVN, ins Horst-Wessel-Haus „eingeladen“, in dessen Zuge er vermutlich bedroht und geschlagen wurde. Als Ergebnis wurde die LzVN für aufgelöst erklärt und stellte ihre Arbeit komplett ein. Viele Mitglieder der LzVN verließen Deutschland, im August 1934 hatte die Gruppe laut Bell nur noch zwei Mitglieder. 1935 wurde die Gruppe dann aus dem Vereinsregister gelöscht.

## Rezeption
Die LDRN und ihr Vorgänger, die CDRN, waren die ersten Organisationen schwarzer Menschen in Frankreich, die antikolonialistischen Positionen breiten Raum gaben. Insbesondere die Prominenz Lamine Senghors, der als bekanntester und einflussreichster schwarzer antikolonialistischer Aktivist Mitte der 1920er Jahre gilt, verlieh der Organisation Bedeutung. Kouyaté wiederum, der nach Senghors Tod die LDRN führte, war international ausgesprochen gut vernetzt, nicht nur in Europa und den USA, sondern auch in Afrika und der Karibik. Das Organ der LDRN, die Zeitschrift La Race Nègre, „stellt den Kern einer umfassenden Doktrin des kulturellen und politischen Nationalismus dar, den ersten Durchbruch dieser Art“[1] in der Geschichte schwarzen Aktivismus in Frankreich. Schwarzes Leben in Frankreich wurde in der Geschichtswissenschaft in den 1920er und 1930er Jahren lange nur im kulturellen Kontext rezipiert, im Zentrum stand die sogenannte vogue negré der 1920er und die Négritude der 1930er Jahre. Erst ab den 1980er Jahren begann die Erforschung aktivistischer Strukturen der 1920er Jahre, Pionierarbeit auch zur CDRN/LDRN leistete 1985 Philipp Dewitte mit der Monographie Les Mouvements nègres en France 1919–39, grundlegend vertieft wurde sie durch Christopher L. Miller (Nationalists and Nomads - Essays on Francophone African Literature and Culture, 1998) und Brent Hayes Edwards (The Practice of Diaspora: Literature, Translation and the Rise of Black Internationalism 2003).
Die LzVN war die erste Organisation schwarzer Menschen in Deutschland, die politische und antikolonialistische Positionen formulierte und ins Zentrum ihrer Tätigkeit stellte, sie konnte aber nie die Bedeutung ihres französischen Pendants erlangen. Über ihre Vernetzung fanden ihre Aktivitäten jedoch international Resonanz, insbesondere Joseph Bilé als Zentralfigur konnte als Vertreter der LzVN innerhalb der antikolonialistischen Netzwerke der Zeit wirken und Victor Bells Kontakte in die US-amerikanische Presse halfen, Informationen über schwarzes Leben in Deutschland und die LzVN in die amerikanische Presse zu bringen. Durch den Aufstieg des Nationalsozialismus verließen viele Protagonisten der LzVN wie der Großteil schwarzer Menschen aufgrund der gesellschaftlichen wie politischen Diskriminierungen in Deutschland das Land, während der nationalsozialistischen Herrschaft lebte nur noch eine zwei- bis niedrige dreistellige Zahl schwarzer Menschen in Deutschland. Damit ging das Wissen um den afrodeutschen Aktivismus der Weimarer Republik und die LzVN weitgehend verloren. Erst in den 2010er Jahren begann ihre Wiederentdeckung und Erforschung, vor allem durch den britischen Historiker Robbie Aitken.